# 慈愛への旅路
「慈愛への旅路」（じあいへのたびじ）は、ゆずの通算31枚目のシングル。2010年8月25日にセーニャ・アンド・カンパニーから発売された。

## 概要
およそ半年ぶりの「桜会/マイライフ」に続く2010年2枚目のシングル。
初動は、前々作の「虹」を上回ったが、トップ5位以下は2003年発売の「3番線/水平線」以来7年6ヶ月ぶりとなった。
ジャケットやPVでは北川がひげを生やしている。
当初はノンタイアップシングルであったが、後に第2回横浜国際女子マラソン のタイアップが確定した。

## 収録曲
1. 慈愛への旅路 (5:27)
(作詞・作曲：北川悠仁 / Produced by 蔦谷好位置 & ゆず)
  - 第2回横浜国際女子マラソン イメージソング
  - 軽快なサウンドで始まるナンバー。前奏が長い（約36秒）。
  - 後ろ向きの歌詞で始まるが、ポジティブに行こうという気持ちで書かれた。（ゆずのオールナイトニッポンGOLDより）
  - 本来はサマーチューンになる予定だった。また、2010年7月14日発売予定で、FUTATABIツアーで披露する予定であったが作っているうちにもっと作り込みたくなり結局ツアー最終日で発表になった。
  - 発売約1週間前までラジオなどでは一切O.Aされなかった。
2. 風吹く町 (4:43)
(作詞・作曲：岩沢厚治 / Produced by 蔦谷好位置 & ゆず / 編曲：蔦谷好位置 & 名越由貴夫 & 野村陽一郎 (agehasprings))
  - 風の音で始まるナンバー。
  - 慈愛への旅路の歌詞の中に出てくる「夢の続き」という言葉が出てくる。
3. 白髪 (3:01)
(作詞・作曲：北川悠仁 / Produced by ゆず)
  - 北川曰く放っておくとこういう歌ばっかり作るという。

## 演奏
- 北川悠仁：Vocal, Acoustic Guitar, Tambourine
- 岩沢厚治：Vocal, Acoustic Guitar, Harp

慈愛への旅路
- 蔦谷好位置：Programming, All Other Instruments, Strings Arrangement
- 松原"マツキチ"寛：Drums
- 種子田健：Bass
- 名越由貴夫：Electric Guitar
- 弦一徹ストリングス：Strings

風吹く町
- 蔦谷好位置：Piano
- asa-chang：Percussion
- 大神田智彦：Wood Bass
- 名越由貴夫：Electric Guitar, Sitar

白髪
- 北川悠仁：Glocken, Percussion

## テレビ出演
- ミュージックステーション(2010年8月27日、テレビ朝日)